# Križarka Potemkin
Križarka Potemkin (rusko Бронено́сец «Потёмкин», Bronenosec Potjomkin), je sovjetska nema
filmska drama iz leta 1925. Film je produciral Mosfilm, režiral pa ga je Sergej Eisenstein. Film prikazuje upor mornarjev na ruski bojni ladji Potjomkin leta 1905.
Film je dosegel prvo mesto na glasovanju na razstavi Expo 58 v Bruslju na prestižnem seznamu »bruseljskih 12 filmov«. Film »Križarka Potemkin« velja za enega najboljših filmov vseh časov. Na sodobnem glasovanju kritikov Sight and Sound leta 2012 je na seznamu najboljših filmov vseh časov dosegel 11. mesto, v vseh prejšnjih anketah pa se je uvrščal med prvo deseterico.
Dogajanje je postavljeno v junij 1905; glavni protagonist filma je posadka bojne ladje Potjomkin Črnomorske flote Ruske imperialne mornarice. Eisenstein je zgodbo razdelil na pet dejanj, ki imajo vsako svoj naslov.

## Zgodba

### 1. dejanje: Možje in črvi
Na začetku scene dva mornarja, Matjušenko in Vakulinčuk, razpravljata, da bi morala posadka Potjomkina, zasidranega pri otoku Tendra podpreti revolucijo, ki se je takrat odvijala v Rusiji. Po njuni izmeni spita z drugimi možmi v visečih mrežah. Takrat pride častnik pregledati prostor, se spotakne in se razjezi na spečega mornarja. Nemir prebudi Vakulinčuka, ki začne z govorom možem. Vakulinčuk pravi: »Tovariši! Prišel je čas, da spregovorimo. Zakaj čakati? Cela Rusija je vstala! Naj bomo zadnji?« Zjutraj se mornarji pritožujejo zaradi slabe kakovosti mesa za posadko. Meso je gnilo in polno črvov in mornarji pravijo, da »tega niti pes ne bi jedel«. Nato kapitan pokliče ladijskega zdravnika Smirnova, ki pregleda meso. Smirnov pravi, da insekti niso črvi, temveč ličinke, in da jih je mogoče oprati pred kuhanjem. Kuhar začne pripravljati boršč, vendar ga posadka zavrne in izbere kruh in vodo ter konzervirano hrano. Pri čiščenju posode en od mornarjev vidi napis na krožniku »daj nam danes na vsakdanji kruh«. Po razmisleku o pomenu fraze krožnik razbije in s tem se scena konča.

### 2. dejanje: Drama na krovu
Vsi, ki so zavrnili meso, so zaradi nepokorščine obsojeni na smrt in na prednjem krovu prejmejo zadnji verski obred. Nato morajo poklekniti, čez njih pa razprostrejo platno. Na krov pride strelski vod in prvi častnik jim ukaže streljati, vendar po Vakulinčukovih prošnjah spustijo puške in začne se upor. Mornarji premagajo častnike, ki so v manjšini in prevzamejo nadzor nad ladjo. Častnike vržejo čez krov, ladijskega duhovnika pa privlečejo iz skrivališča, na koncu pa vržejo čez krov še ladijskega zdravnika kot »hrano za črve«. Upor je uspešen, toda Vakulinčuk, karizmatični voditelj upornikov, je ubit.

### 3. dejanje: Mrtvi mož kliče
Potjomkin pripluje v pristanišče Odesa. Vakulinčikovo truplo odnesejo na kopno in javno razkažejo z napisom na njegovih prsih »Zaradi žličke boršča«. Meščani Odese, žalostni zaradi Vakulinčukove žrtve, javno izražajo nasprotje carju in njegovi vladi.

### 4. dejanje: Odeške stopnice
Meščani Odese z ladjami in čolni plujejo do Potjomkina in posadki prinesejo zaloge, drugi pa se zberejo na stopnicah, od koder opazujejo dogajanje in se veselijo upornikov. Nenadoma odred kozakov oblikuje bojno linijo na vrhu stopnic in začne napredovati proti množici neoboroženi civilistov, vključno z ženskami in otroki. Začnejo streljati in napredovati z nameščenimi bajoneti. Ob istem času začne carska konjenica napadati bežečo množico še na dnu stopnic. V odgovor mornarji Potjomkina z ladijskimi topovi streljajo na mestno operno hišo, kjer sestankujejo caristični vojaški voditelji. Takrat se razširi novica, da prihaja eskadra carju lojalnih ladij zatreti upor Potjomkina.

### 5. dejanje: Eden proti vsem
Mornarji Potjomkina se odločijo z ladjo zapustiti pristanišče Odesa in se spopasti s carsko floto. Ko spopad že izgleda neizbežen, mornarji carske eskadre zavrnejo ukaz za napad, se veselijo in vzklikajo v solidarnosti z uporniki ter dovolijo Potjomkinu, ki pluje z rdečo zastavo, da zapluje mimo njihovih ladij.